# Notholepthyphantes
Notholepthyphantes là một chi nhện trong họ Linyphiidae.